# Foreign Broadcast Information Service
Foreign Broadcast Information Service, (FBIS) var en underrättelseverksamhet i USA mellan 1941 och 2005, som använde sig av öppna källor, så kallad Open source intelligence.

## Historia
1941 bestämde dåvarande presidenten Franklin D. Roosevelt att FBIS, då under namnet Foreign Broadcast Monitoring Service (FBMS) skulle bildas under ledning av Federal Communications Commission. Man skulle spela in, översätta och analysera radiosänd propaganda utsänd av axelmakterna. Den första lyssnarstationen öppnades i Portland, Oregon samma år. Som mest fanns totalt ett 20-tal stationer, så kallade byråer.
I och med National Security Act of 1947 bytte Foreign Broadcast Monitoring Service namn till Foreign Broadcast Information Service och blev en del av CIA.
2005 gick FBIS upp i det nyligen bildade Open Source Center. 